# 城山三郎経済小説大賞
城山三郎経済小説大賞（しろやまさぶろうけいざいしょうせつたいしょう）は、経済小説を対象とする、かつて存在した公募新人賞である。主催はダイヤモンド社。
2004年からダイヤモンド経済小説大賞として3回続いた後、経済小説の大家である城山三郎の名をとり、城山三郎経済小説大賞に発展・改称したが、4回をもって終了した。ここではダイヤモンド経済小説大賞についても説明する。

## 概要
日本語で書かれた未発表の経済小説を募集する。枚数は400字詰め原稿用紙換算で300枚から800枚。プロ・アマは問わない。受賞者には表彰状と記念品、ならびに副賞の賞金300万円が与えられる。

## 選考委員
城山三郎経済小説大賞
- 第2-4回 安土敏、幸田真音、佐高信、高杉良

## 受賞作リスト
受賞作はダイヤモンド社より四六判ハードカバーで刊行される。

### ダイヤモンド経済小説大賞
第1回
- 滝沢隆一郎『内部告発者』（2004年7月刊／角川文庫 2008年4月）
  - 優秀賞 大塚将司『謀略銀行』（2004年7月刊／角川文庫 2007年3月）
  - 優秀賞 汐見薫『白い手の残像』（2004年7月刊／幻冬舎文庫 2011年12月）
  - 佳作 北岳登『虚飾のメディア』（2004年12刊）

第2回
- 相場英雄『デフォルト 債務不履行』（2005年10月刊／角川文庫 2007年11月）
  - 優秀賞 阿川大樹『覇権の標的（ターゲット）』（2005年12月刊）

第3回
- 志摩峻『ザ・リコール』（2006年9月刊） - 静山社文庫版（2011年2月）刊行時に『隠蔽工作』に改題

### 城山三郎経済小説大賞
第1回
- 松村美香『ロロ・ジョングランの歌声』（2009年3月刊） - 角川文庫版（2012年4月）刊行時に『利権聖域 ロロ・ジョングランの歌声』に改題

第2回
- 熊谷敬太郎『ピコラエヴィッチ紙幣 日本人が発行したルーブル札の謎』（2009年10月刊）

第3回
- 指方恭一郎『銭の弾もて秀吉を撃て ――海商 島井宗室』（2011年7月刊）
- 深井律夫『黄土の疾風』（2011年7月刊）

第4回（2012年12月発表）
- 渋井真帆『ザ・ロスチャイルド』